# Jessica Hammerl
Jessica Hammerl (* 10. Juli 1988 in Landshut) ist eine deutsche Eishockeyspielerin, die seit 2014 für den ERC Ingolstadt in der Fraueneishockey-Bundesliga spielt. Mit der deutschen Frauen-Nationalmannschaft nahm sie an drei Eishockey-Weltmeisterschaften und den Olympischen Winterspielen 2014 teil, insgesamt absolvierte sie 152 Länderspiele.
Hammerl stand mit 4½ Jahren zum ersten Mal auf dem Eis des Traditionsvereins EV Landshut und durchlief alle (männlichen) Nachwuchsmannschaften der Landshuter. Ab ihrem 16. Lebensjahr spielte sie mit einer Doppellizenz beim Frauen-Bundesligisten ESC Planegg. Mit 17 Jahren wechselte sie zum TSV Erding, für dessen männliche Jugend- und Juniorenmannschaften sie in der Bundesliga spielte.
Mit dem ESC Planegg gewann sie mehrfach die deutsche Meisterschaft (2008, 2011, 2012, 2013 und 2014) sowie 2010 die Elite Women’s Hockey League. 2014 entschloss sie sich zu einem Wechsel innerhalb der Frauenbundesliga zum ERC Ingolstadt, mit dem sie 2022 einen weiteren Meistertitel gewann.

## Erfolge und Auszeichnungen
- 2003 Vizemeister (Schülerbundesliga)
- 2006 Deutscher Vizemeister mit dem ESC Planegg
- 2007 Deutscher Vizemeister mit dem ESC Planegg
- 2008 Deutscher Meister mit dem ESC Planegg
- 2009 Deutscher Vizemeister mit dem ESC Planegg
- 2010 Gewinn der Elite Women’s Hockey League mit dem ESC Planegg
- 2010 Deutscher Vizemeister mit dem ESC Planegg
- 2011 Deutscher Meister mit dem ESC Planegg
- 2011 Aufstieg in die Top-Division bei der Weltmeisterschaft der Division I
- 2012 Gewinn des EWHL Super Cups mit dem ESC Planegg
- 2012 Gewinn des DEB-Pokals mit dem ESC Planegg
- 2012 Deutscher Meister mit dem ESC Planegg
- 2013 Deutscher Meister mit dem ESC Planegg
- 2014 Deutscher Meister mit dem ESC Planegg
- 2022 Deutscher Meister mit dem ERC Ingolstadt
- 2023 Gewinn des DEB-Pokals mit dem ERC Ingolstadt

## Karrierestatistik
(Legende zur Spielerstatistik: Sp oder GP = absolvierte Spiele; T oder G = erzielte Tore; V oder A = erzielte Assists; Pkt oder Pts = erzielte Scorerpunkte; SM oder PIM = erhaltene Strafminuten; +/− = Plus/Minus-Bilanz; PP = erzielte Überzahltore; SH = erzielte Unterzahltore; GW = erzielte Siegtore; 1 Play-downs/Relegation; Kursiv: Statistik nicht vollständig)